# Жан-Пол Сартр
Жан-Пол Сартр (фр. Jean-Paul Sartre; Париз, 21. јун 1905 — Париз, 15. април 1980) био je француски филозоф, романсијер, есејист и драмски писац, творац атеистичког егзистенцијализма. Био је животни сапутник француске филозофкиње и књижевнице Симон де Бовоар.

## Биографија
После гимназије уписао је престижну Вишу нормалну школу (1924), у којој је срео своју будућу сапутницу Симон де Бовоар, касније утемељивачицу феминизма и феминистичке филозофије. По завршетку студија радио је једно време у Авру као професор филозофије, а затим је отишао у Берлин, где је проучавао Хусерла и Хајдегера. Када се вратио у Авр објавио је (1936) филозофске есеје Трансценденција Ега и Имагинација, затим (1939) Скица теорије емоција, којима у Француску доноси немачку феноменологију и егзистенцијализам. После путовања у Италију (1936) понудио „Галимару“ роман Меланхолија. Познати издавач га је одбио. Ово дело постаће 1938. Мучнина. Од тада па све до краја живота Сартр ће наступати на три фронта: филозофском, књижевном и политичком.
Његова најзначајнија филозофска дела су Биће и ништавило (1943), тротомни Путеви слободе (1945 — 1949; Зрело доба, Одлагање и Убијене душе) и Критика дијалектичког ума (1960).
Сартрови позоришни комади Иза затворених врата (1945), Прљаве руке (1948) и Ђаво и Господ Бог (1951) стекли су светску славу. Сем Мучнине од прозних дела на гласу је његова збирка приповедака Зид (1939) и аутобиографска проза Речи (1964). Најбољи есеји су му Бодлер (1947), Свети Жене, глумац и мученик (о песнику Жану Женеу, 1952), а последње Сартрово дело је монументална студија о Флоберу Породични идиот (1971).
Члан Покрета отпора и заробљеник за време Другог светског рата, био је једно време близак комунистима, али се с њима разишао још педесетих година. Противио се совјетској интервенцији у Мађарској, ратовима у Вијетнаму и Алжиру. Подржао је студентски покрет 1968. Био је један од ретких интелектуалаца са Запада који је обишао комунистичке земље, Совјетски Савез (1954), Кину (1956), Југославију (1958) и Кубу (1960). „За свој рад који је, богат у идејама и пун духа слободе и трагања за истином, извршио широк утицај на наше време“, Жан-Пол Сартр је 1964. године добио Нобелову награду за књижевност, коју је одбио да прими, уз образложење да је увек одбијао званичне почасти, и да не жели да се равна са институцијама.

## Сартрова метафизика
База за Сартров егзистенцијализам настала је у његовом делу La Transcendance de l'Ego. За почетак, ствар у себи је бесконачна и преплављујућа. Сваку директну свест о ствари у себи Сартр назива „предрефлективна свест“. Сваки покушај да се ствар у себи опише, разуме, историзира итд. Сартр назива „рефлективна свест“. Нема начина да рефлективна свест укључи предрефлективну, и тако је рефлексија (тј. људско стање) осуђена на становиту тескобу. Рефлективна свест у свим својим облицима (научном, умјетничком и осталима) може само ограничити ствар у себи покушавајући да је разуме или опише. Из тога произлази да је било који покушај самоспознаје (самосвести) увек неуспешан колико год се пута покушао (самосвест је рефлективна свест преплављујуће бесконачности). Како би рекао Сартр, (или тачније, према једном тумачењу Сартрових речи), „Свест је свест саме себе у оној мери у којој је свест трансцендентног објекта“.
Све то вреди и за спознају „другога“. „Други“ (једноставно, бића која нису „ја“) је конструкција рефлективне свести. Ваља бити опрезан: реч је више о својеврсном упозорењу него о онтолошком исказу. Ипак, Сартр сматра солипсизам фундаменталним за свако доследно објашњење људског стања.
Сартр свој солипсизам превладава својеврсним ритуалом. Самосвести је потребан „Други“ како би показала и доказала своје властито постојање. Она има „мазохистичку жељу“ да буде ограничена тј. ограничена рефлективном свешћу другог субјекта. Ово је метафорички изражено у познатој реченици из Сартровог дела Без излаза - Пакао, то су други (тј. људи).

## Мучнинаи егзистенцијализам
Сартр је 1938. написао роман Мучнина (La Nausée), који је на неки начин послужио као манифест егзистенцијализма и до данас остао једна од његових најбољих књига. На трагу немачке феноменологије, Сартр је држао да су наше идеје продукт искустава из стварног живота, и да драме и романи који описују таква фундаментална искуства вреде једнако колико и дискурзивни есеји који служе елаборацији филозофских теорија. С овом мишљу, радња романа прати истраживача Антоана Рокантана у градићу налик Авру, док он полако постаје свестан да су неживи предмети и ситуације потпуно равнодушни спрам његовог постојања. Као такви, показују се отпорнима на сваки смисао који им људска свест може придати. Ова равнодушност „ствари у себи“ (веома сличних „бићу у себи“ из дела Биће и ништавило) има за последицу све веће истицање слободе с којом Рокантан може осећати и деловати у свету. Камо год се окренуо, он проналази ситуације прожете значењима које носе печат његовог постојања. Одатле „мучнина“ из наслова дела: све што он сусреће у свакодневном животу прожето је ужасном слободом. Појам мучнине преузет је из Ничеовог Заратустре, који га је користио у контексту често мучног квалитета постојања. Колико год чезнуо за нечим другачијим или нечим различитим, он не може побећи од болних доказа своје повезаности са светом. У роману се такође на застрашујући начин остварују неке Кантове идеје. Сартр се користи идејом аутономије воље (идејом која каже да морал потиче од наше могућности да бирамо у стварности, сажетом у чувеном исказу „[човек је] осуђен на слободу“) како би показао равнодушност света према појединцу. Слобода коју је изложио Кант овде је велик терет, јер слобода да делујемо на предмете крајње је узалудна, а практична примењивост Кантових идеја отклоњена је.
Приповетке из Зида (Le Mur, 1939) наглашавају произвољан аспект ситуације у којима се људи затичу, те апсурдност њихових покушаја да се рационално носе с њима. Из тога се касније развила цела школа књижевности апсурда.

## Сартр и Други светски рат
Године 1939. Сартр је мобилисан у француску војску у којој је служио као метеоролог. Немачка војска заробила га је 1940. у граду Паду и девет је месеци провео као ратни заробљеник - касније у Нансију, а на крају у Триру, где је написао свој први позоришни комад, Bariona ou le Fils du tonnerre, драму о Божићу. Због слабог здравља (слаб му је вид нарушавао равнотежу), Сартр је пуштен у априлу 1941. Добивши статус цивила, Сартр је поновно добио место учитеља на Lycée Pasteur близу Париза, сместио се у хотелу близу Монпарнаса и добио је ново учитељско место на Lycée Condorcet заменивши јеврејског учитеља којем је било забрањемо предаје. Након повратка у Париз у мају 1941, Сартр је суделовао у оснивању тајног друштва Socialisme et Liberté заједно са Симон де Бовоар, Мерло-Понтијем, Доминик Десантјеом и другима. У августу, Сартр и Бовоар одлазе на француску ривијеру како би задобили подршку Андреа Жида и Андреа Малроа. Међутим, Жиде и Марлро су били неодлучни и то је можда био узрок Сартровог разочарања и обесхрабрења.
Удружење Socialisme et Liberté се ускоро распало и Сартр се одлучио да се посвети књижевности више него активном отпору. У том периоду написао је Биће и ништавило, Mуве и Иза затворених врата, три књиге од којих ниједну Немци нису забранили. Објављивао је и у илегалним и легалним књижевним часописима. Након августа 1944. и ослобођења Париза, Сартр је врло активно сарађивао у часопису „Комбат“, који је у тајности основао Албер Ками, филозоф и писац који је имао сличне погледе као и Сартр. Сартр и Бовоар су с Камијем били у пријатељским односима све док се он није удаљио од комунизма, а раскол пријатељства догодио се 1951, након издавања Камијевог Побуњеног човека.
Касније, док су Сартра неки критиковали као припадника покрета отпора. Владимир Јанкелевич му је замерао због премаленог политичког ангажмана за време немачке окупације, а његова даљња залагања за слободу тумачио је као покушај искупљења.
Након завршетка рата, Сартр је утемељио месечни књижевно-политички часопис Les Temps Modernes (Модерна времена) и тиме је постао пуновремени писац и наставио свој политички ангажман. У том је периоду радио скице ратних искустава за своју трилогију Les Chemins de la Liberté’’ (Путеви слободе).

## Сартр и комунизам
Први период Сартрове каријере, који је обележило дело Биће и ништавило (1943). Тиме је утро пут другој фази, у којој је Сартр постао политички активиста и интелектуалац. Његово дело из 1948, Прљаве руке (Les Mains Sales) је нарочито проблематизирало политички активног интелектуалаца. Сартр је пригрлио комунизам, иако се службено није учланио у Комунистичку партију, и увелико се залагао за ослобођење Алжира од француске колонизације. Постао је можда најеминентији поборник Алжирског рата за независност. Имао је алжирску љубавницу, Арлет Елкајм, која је 1965. постала његова посвојена кћи. Противио се Вијетнамском рату и 1967. заједно са Бертрандоm Раселоm и другима организовао је трибунал на коме је требало раскринкати америчке ратне злочине. Тај трибунал данас је познат као Раселов трибунал. Његови су учинци били ограничени.
Сартр је велик део живота покушавао да помири егзистенцијалистичке идеје о слободи воље с комунистичким принципима, које су поучавала да социо-економске силе изван наше непосредне, индивидуалне контроле играју пресудну улогу у обликовању наших живота. Његово главно дело из овог периода, Критика дијалектичког ума (Critique de la raison dialectique), издано је 1960.
Сартрово наглашавање хуманистичких вредности у раним радовима Карла Маркса довело га је у сукоб с водећим француским комунистичким интелектуалцем 1960-их, Лујем Алтисером, који је тврдио да су идеје младог Маркса уверљиво засењене научним системом каснога Маркса.
За време 1960-их Сартр је отишао на Кубу да посети Фидела Кастра и Ернеста Че Гевару. Након Че Геварине смрти Сартр је изјавио да је он био најкомплетније људско биће његова времена.

## Сартр и књижевност
За време 1940-их и 1950-их егзистенцијализам је постао омиљена филозофија Бит генерације.
Године 1948. римокатоличка црква ставила је сва његова дела на Индекс са образложењем да верници морају бити поштеђени опасних сумњи. Већина његових драма богата је симболизмом и служила је као медиј његове филозофије. Најпознатија међу њима, Иза затворених врата (Huis-clos), садржи чувену реченицу L'enfer, c'est les autres („Пакао, то су други“).
Осим очитог утицаја Мучнине, Сартров је највећи допринос књижевности била трилогија Путеви слободе која говори о томе како је Други светски рат утицао на Сартрове идеје. Тако Путеви слободе дају мање теоретски, а више практичан приступ егзистенцијализму. Први роман трилогије, Разумно доба (L'âge de raison, 1945) је Сартрово дело које је добило најшири одазив.

## Сартр након књижевности
Године 1964. Сартр се повукао из књижевности аутобиографским делом у којему на духовит и заједљив начин описује првих 6 година свог живота, Речи (Les mots). Књига је ироничан противнапад на Марсела Пруста, чија је репутација неочекивано замрачила ону Андре Жида (који је Сартровој генерацији био моделом ангажоване књижевности). Књижевност је, закључио је Сартр, буржујска замена за праву посвећеност у животу. Исте те године Сартру је додељена Нобелова награда за књижевност и то због „свог дела које је, богато идејама, испуњено духом слободе и потрагом за истином, снажно утицало на наше доба“, међутим он ју је одбио изјавивши да је увек одбијао службена одликовања и да се не жели придруживати институцијама.
Иако је сада постао нашироко познат (као што је то бурних 1960-их био егзистенцијализам), Сартр је остао једноставан човек с мало иметка, активно посвећен идеалима до краја свог живота, што је показао у студентским револуционарним штрајковима у Паризу током 1968, када је ухапшен због грађанске непослушности. Генерал де Гол се умешао и помиловао га, изјавивши: не хапсите Волтера.
Када су га 1975. питали по чему би желео да буде запамћен, Сартр је рекао: „Желео бих да [људи] памте „Мучнину“, [драме] „Без излаза“, „Ђаво и господ бог“, затим моја два филозофска дела, посебно оно друго, „Критику дијалектичког ума“. Па мој есеј о Генету, „Саинт Генет“ … Кад би се та дела запамтила, то би стварно било достигнуће, и ја не бих тражио више. Као човек, ако се запамти један Жан-Пол Сартр, желио бих да људи запамте миље или историјску ситуацију у којој сам живео … како сам у њој живео, у смислу тежњи што сам их у себи покушао сабрати.“
Сартрово се физичко стање погоршало, делом због немилосрдног ритма посла (због чега је користио амфетамин) пишући Критику, као и задњи пројект свог живота, опсежну, аналитичку биографију Гистава Флобера, L'idiot de la familie (Породични идиот); међутим оба дела, и Критика и Идиот, остала су недовршена. Жан-Пол Сартр је преминуо у Паризу 15. априла 1980. у 75. години живота од едема плућа.
Сартров атеизам био је темељ његова егзистенцијализма. У марту 1980, месец дана пре смрти, Сартра је интервјуисао његов асистент Бернар-Анри Леви. У том је интервјуу Сартр изразио велико занимање за јудаизам. Неки су то тумачили као верско преобраћење. Међутим, из текста интервјуа може се јасно закључити да је њега интересовао само етички и „метафизички карактер“ жидовске религије, док је он и даље одбацивао идеју постојања Бога. У једном другом интервјуу, из 1974, са Симон де Бовоар, Сартр је рекао да себе јако често види као „биће које је једино могло, чини се, настати од створитеља“. Али одмах је додао да то „није јасна, тачна идеја …“, а у остатку интервјуа он изјављује да је и даље атеиста и да у атеизму налази личну и моралну моћ. Сартр је рекао:
Не мислим да сам продукт случаја, честица прашине у свемиру, него нето очекиван, припремљен, у духу унапред замишљен. Укратко, биће које је на овај свет могао ставити само Створитељ; а ова идеја руке која ствара односи се на Бога.
Сартр је сахрањен на париском гробљу Монпарнас, а на погребу му је било најмање 25.000 људи, а према неким изворима чак и 50.000 људи. Организатори погреба одбили су полицијску помоћ, због чега је дошло до пометње која је, у једном тренутку, резултирала тиме да је један од посетиоца погреба упао у погребну јаму пре него је Сартр покопан.

## Сартр и тероризам
Када је на Олимпијади у Минхену 1972. палестинска терористичка организација Црни септембар убила 11 израелских олимпијаца, Сартр је о тероризму рекао да је то страшно оружје, али да потлачени сиромаси другога немају. Такође је сматрао крајње скандалозним да су француске новине и део јавног мнијења осудили Минхенски маскар као нетолерантан скандал.
Током једног колективног штрајка глађу, Сартр је посетио немачког терористу Андреаса Бадера (вођу групе Бадер-Мејнхоф, коју је предводила и Улрике Мајнхоф) у затвору Стамхејм. Сартр је касније изјавио како је Бадер „невероватно глуп“.

## Дела

### Романи и новеле
- Мучнина (La Nausée, 1938)
- Зид (1939)
- Трилогија Путеви слободе (Les Chemins de la liberté, 1945 — 1949):
  - Зрело доба (L'âge de raison, 1945)
  - Одгода (Le Sursis, 1947)
  - Смрт у души (La Mort dans l'âme, 1949)
  - Последња прилика (La Dernière chance, четврти део циклуса који никада није довршен)

### Аутобиографија
- Речи (1964)

### Драмска дела
- Муве (1943)
- Иза затворених врата (Huis clos, 1944)
- Несахрањени мртваци (Morts sans sépulture, 1946)
- Блудница достојна поштовања (La putaine respectueuse, 1946)
- Прљаве руке (Les Mains sales, 1951)
- Ђаво и Господ Бог (Le Diable et le Bon Dieu, 1951)
- Заточеници из Алтоне (Les Séquestrés d' Altona, 1959)

### Филозофија
- Имагинација (L'Imagination, 1936)
- Биће и ништавило (L'Être et le Néant, 1943)
- Критика дијалектичког ума (Critique de la raison dialectique, 1960)

### Есеји и критике
- Егзистенцијализам је хуманизам (L'Existentialisme est un humanisme, 1946)
- Ситуације I - X (Situations I - X, 1947 — 1974)
- Шта је књижевност? (Qu'est-ce que la littérature ?, 1947)
- Бодлер (1947)
- Свети Генет, комичар и мученик (Saint Genet, comédien et martyr, 1952)
- Породични идиот (L'idiot de la familie, 1971 — 1972)